# Đảo Kiến Công
đảo Kiến Công (phồn thể: 建功嶼; giản thể: 建功屿; bính âm: Jiàngōng Yǔ) là một đảo thủy triều tại trấn Kim Thành, huyện Kim Môn, tỉnh Phúc Kiến, Trung Hoa Dân Quốc (Đài Loan).
Vào cuối thời nhà Thanh, hệ thống y tế Kim Môn còn kém phát triển, những người mắc bệnh phong sẽ được gửi đến đây, vì vậy người dân địa phương còn gọi nó là "đảo Ma Phong" (痲瘋嶼)
Đảo còn có các tên cũ là đảo Đổng 董嶼,  đảo Châu 珠嶼 hay đảo Ngao 鰲嶼. Năm 1949, Quốc quân Trung Hoa Dân Quốc cho quân đóng trên đảo, xây dựng công trình quân sự. Đến năm 1960, the Bộ Nội chính phê chuẩn tên gọi như hiện nay.
Ngày 20 tháng 10 năm 1997, Bộ tư lệnh phòng thủ Kim Môn rút binh sĩ khỏi đảo và chính quyền huyện Kim Môn nối lại quyền quản lý đảo. Năm 2002, chính quyền huyện bắt đầu khôi phục khu vực này và bắt đầu xúc tiến du lịch. Tháng 9 năm 2016, bão Meranti tàn phá đảo,  chi phí tái thiết sau đó là hơn 6 triệu Đài tệ.  Đảo bị đóng cửa để tái thiết từ ngày 20 tháng 12 năm 2017. Đảo mở cửa trở lại cho công chúng vào cuối tháng 2 năm 2018.
Đảo Kiến Công có diện tích 500 m2. Đảo nối liền với đảo Kim Môn qua một dải đất chỉ xuất hiện khi thủy triều xuống. Từng có một số du khách mắc kẹt trên đảo khi thủy triều không theo quy luật.
Trên đảo có tượng Trịnh Thành Công được dựng từ năm 1968 nhằm tưởng nhớ vị anh hùng phản Thanh phục Minh. Trên đảo còn có đài quan sát để ngắm nhìn phong cảnh xung quanh.